# بنکوی عشایر اولاد ثانی
بنکوی عشایر اولاد ثانی یک منطقهٔ مسکونی در ایران است که در دهستان میان‌ده واقع شده‌است. بنکوی عشایر اولاد ثانی ۱۰۸ نفر جمعیت دارد.